# Atletiek op de Olympische Zomerspelen 1948 – marathon mannen
De marathon voor mannen op de Olympische Zomerspelen 1948 vond plaats om 7 augustus 1948. De wedstrijd startte om 15:00 en finishte in het Empire Stadium in de wijk Wembley van de stad Londen en ging over een afstand van 42,195 meter (marathon).
De wedstrijd werd gewonnen door de Argentijn Delfo Cabrera. Met een tijd van 2:34.51,6 had hij zestien seconden voorsprong op Thomas Richards uit Groot-Brittannië.

## Records
| Wereldrecord     | 2:25.39   | Suh Yun-bok | KOR | Boston  | 19 april 1947   |
| Olympisch record | 2:29.19,2 | Sohn Kitei  | JPN | Berlijn | 9 augustus 1936 |

## Uitslag
| rang | naam                 | land | tijd      |
| ---- | -------------------- | ---- | --------- |
| 1    | Delfo Cabrera        | ARG  | 2:34.51,6 |
| 2    | Thomas Richards      | GBR  | 2:35.07,6 |
| 3    | Étienne Gailly       | BEL  | 2:35.33,6 |
| 4    | Johannes Coleman     | RSA  | 2:36.06,0 |
| 5    | Eusebio Guiñez       | ARG  | 2:36.36,0 |
| 6    | Syd Luyt             | RSA  | 2:38.11,0 |
| 7    | Gustav Östling       | SWE  | 2:38.40,6 |
| 8    | John Systad          | NOR  | 2:38.41,0 |
| 9    | Alberto Sensini      | ARG  | 2:39.30,0 |
| 10   | Henning Larsen       | DEN  | 2:41.22,0 |
| 11   | Viljo Heino          | FIN  | 2:41.32,0 |
| 12   | Anders Melin         | SWE  | 2:42.20,0 |
| 13   | Jussi Kurikkala      | FIN  | 2:42.48,0 |
| 14   | Ted Vogel            | USA  | 2:45.27,0 |
| 15   | Enrique Inostroza    | CHI  | 2:47.48,0 |
| 16   | Lloyd Evans          | CAN  | 2:48.07,0 |
| 17   | Gérard Côté          | CAN  | 2:48.31,0 |
| 18   | Stelios Kyriakidis   | GRE  | 2:49.00,0 |
| 19   | József Kiss          | HUN  | 2:50.20,0 |
| 20   | Şevki Koru           | TUR  | 2:51.07,0 |
| 21   | Johnny Kelley        | USA  | 2:51.56,0 |
| 22   | Kaspar Schiesser     | SUI  | 2:52.09,0 |
| 23   | Walter Fedorick      | CAN  | 2:52.12,0 |
| 24   | Ollie Manninen       | USA  | 2:56.49,0 |
| 25   | Hong Jong-O          | KOR  | 2:56.54,0 |
| 26   | Paddy Mulvihill      | IRL  | 2:57.35,0 |
| 27   | Seo Yun-Bok          | KOR  | 2:59.36,0 |
| 28   | Sven Håkansson       | SWE  | 3:00.09,0 |
| 29   | Jakob Jutz           | SUI  | 3:03.55,0 |
| 30   | Stan Jones           | GBR  | 3:09.16,0 |
| —    | Salvatore Costantino | ITA  | DNF       |
| —    | Pierre Cousin        | FRA  | DNF       |
| —    | Hans Frischknecht    | SUI  | DNF       |
| —    | Mikko Hietanen       | FIN  | DNF       |
| —    | Jack Holden          | GBR  | DNF       |
| —    | René Josset          | FRA  | DNF       |
| —    | Luo Wenao            | RCO  | DNF       |
| —    | Arsène Piesset       | FRA  | DNF       |
| —    | Athanasios Ragazos   | GRE  | DNF       |
| —    | Chhota Singh         | IND  | DNF       |
| —    | Choi Yun-Chil        | KOR  | DNF       |

Mannen:
1896 ·
1900 ·
1904 ·
1908 ·
1912 ·
1920 ·
1924 ·
1928 ·
1932 ·
1936 ·
1948 ·
1952 ·
1956 ·
1960 ·
1964 ·
1968 ·
1972 ·
1976 ·
1980 ·
1984 ·
1988 ·
1992 ·
1996 ·
2000 ·
2004 ·
2008 ·
2012 ·
2016

Vrouwen:
1984 ·
1988 ·
1992 ·
1996 ·
2000 ·
2004 ·
2008 ·
2012 ·
2016